# Hemigrammocapoeta
Hemigrammocapoeta is een geslacht van straalvinnige vissen uit de familie van karpers (Cyprinidae).

## Soorten
- Hemigrammocapoeta culiciphaga Pellegrin, 1927
- Hemigrammocapoeta elegans (Günther, 1868)
- Hemigrammocapoeta kemali (Hankó, 1925)
- Hemigrammocapoeta nana (Heckel, 1843)